# The White Cowboy
The White Cowboy is een tekenfilmserie van de VPRO, gemaakt door Martin-Jan van Santen. Elke aflevering draait om de zeer beschaafde wildwest-held 'The White Cowboy' die het stadje Bullet Hole City redt van de ondergang. De bedreigingen van het woestijnstadje variëren van indianen tot zandstormen en de oplossingen die de held bedenkt zijn zonder uitzondering inventief te noemen.
De eerste 13 afleveringen, die in 1998 op Villa Achterwerk werden vertoond, zijn handgemaakt. Elke tekening is met penseel en inkt uitgevoerd, met verf ingekleurd en met een 8mm-camera beeldje voor beeldje opgenomen. De tweede reeks (2002) is alleen handgetekend en daarna op de computer geanimeerd en ingekleurd.
De stemmen zijn ingesproken door Rik Hoogendoorn (Sesamstraat), Martin-Jan van Santen en Jacco van Santen, Michiel ten Horn en Jolande Junte